# Catostomus latipinnis
Catostomus latipinnis е вид лъчеперка от семейство Catostomidae. Видът не е застрашен от изчезване.

## Разпространение
Разпространен е в САЩ.
Регионално е изчезнал в Мексико.

## Описание
На дължина достигат до 56 cm, а теглото им е не повече от 920 g.
Популацията на вида е намаляваща.